# Фетални доплер монитор
Фетални доплер монитор (акроним ФДМ) је преносни ручни ултразвучни апарат који користи звучне таласе за слушање откуцаја срца фетуса. Он користи „Доплеров ефекат“ да обезбеди звучну симулацију откуцаја срца фетуса. Његове предности су што се може користити у различитим положајима мајке, укључујући урањање у воду, и што се аудио звук у реалном времену дели са свима присутнима у просторији.
Пружаоци здравствених услуга и бабице користе ове медицинске уређаје почевши од касног првог тромесечја трудноће као део рутинске пренаталне неге (када срце фетуса почиње да куца око пете до шест недеља гестације). Отприлике у то време, откуцаји срца фетуса могу се открити трансвагиналним ултразвуком. Међутим, звукови срца морају да постану прилично јачи пре него што се могу открити феталним доплером.
Иако се однедавно фетални доплери пналазе у слободној продаји  за кућну употребу,  не препоручује се њихова употреба ван медицинских установа, јер су дугорочни ефекти на здравље непознати, а његова нестручна употреба може довести до нетачних закључака.

## Фетални откуцаји срца
Почевши од пете (5) недеље, откуцаји срца фетуса ће се убрзавати брзином од 3,3 откуцаја дневно током следећег месеца трудноће.
Срце фетуса почиње да куца приближно истом брзином као и мајчино, а то је 80 до 85 откуцаја у минути.  
Долером одређен број откуцаја срца фетуса од 5. до 9. недеље
Под претпоставком да је почетни број откуцај срца 80, у периоду од од 5. до 9. недеље овако се мења промена броја откуцаја:
- У петој недељи број откуцаја почиње на 80 и завршава се на 103 откуцаја у минути
- Шеста недеља почиње на 103 и завршава се на 126 откуцаја у минути
- Седма недеља почиње на 126 и завршава се на 149 откуцаја у минути
- Осме недеље почиње на 149 и завршава се на 172 откуцаја у минути
- Девете недеље откуцаји срца фетуса имају тенденцију да се крећу у опсегу од 148 до 160 откуцаја у минути.

Откуцаји срца фетуса након девете недеље почињу да се смањују и генерално ће пасти у распону од 110 до 160 откуцаја у минути до 12. недеље гестације.

## Конструкција монитора
Фетални доплер монитор је врста ултразвучног апарат који користи звучне таласе за откривање феталних и плацентних звукова. Име је добио по томешто функционише, користећи Доплеров ефекат. То јест, детектује како се фреквентни таласи - у овом случају звучни таласи - мењају док се сонда креће ка или од извора звука. За разлику од стандарсног ултразвучног скенирања, фетални доплер производи само звук, а не слику.
Фетални доплер се састоји од следећих делова:
- сонде

- главне јединице
- каблова којима је сонда повезана са главном јединицом,
- пуњача батерија.

Пре коришћења уређај, здравствени радник прво ставља гел на крај сонде, а  затим сонду помера око голог трбуха труднице све док не открије звукове фетуса.
Звукови се чују преко звучника на главној јединици. Неки доплери приказују број откуцаја срца на главној јединици, док други захтевају од практичара да их преброји ручно.  
Срчани тонови фетуса обично износе 110 и 160 откуцаја у минути. Често се срчани тонови мењају као одговор на активност или контракције, због чега је важно пратити тонове срца фетуса током порођаја.
Ненормалан рад срца може указивати на то да фетус не добија довољно кисеоника или да има друге здравствене проблеме.   Када број срчаних откуцаја у минути изван очекиваног опсега, здравствени радник може препоручити даље тестирање или интервенцију.

## Врсте монитора
Неки доплери су направљени да буду водоотпорни тако да корисник може потопити сонду у воду. Ови доплери су посебно корисни када особа ради у води.
Доплери долазе у различитим јачинама, мереним у мегахерцима (MHz) (MHz је дефинисан као милион циклуса у секунди). 
Фетални доплери који се користе у ординацијама здравствених установа и продају се за употребу без рецепта обично су 2 MHz или 3 MHz. Поређења ради, сонда која се користи за трансвагинални ултразвук може бити интензитета и до 5 MHz.

## Примена монитора

### Током трудноће
Фетални срчани тонови се могу открити феталним доплером обично од око 10-12 недеља трудноће.   Свака трудноћа и тело су различити, тако да се откривање може десити нешто раније или касније од тог периода.
Здравствени радник може покушати да ухвати срчане тонове помоћу феталног доплера већ након 10 недеља, али нема забринутости и  ако се они још не чују. Такође иако срчани тонови који се не појачају до 10-12 недеља могу указивати на проблем, то није увек случај.
Неки разлози због којих се фетални срчани тонови можда неће открити рано у трудноћи укључују:
- Погрешно израчунат датум порођаја.[6]
- Нагнута материцу , што отежава откривање срчаних тонова фетуса.
- Звуци плаценте надјачавају слабије звукове откуцаја срца фетуса.
- Слојеви масти у  трбуху  труднице делују као препрека тишим, раним феталним срчаним тоновима.[7]
- Примена доплер у кућним условима.[8]

Ако здравствени радник или бабица имају потешкоћа са добијањем срчаних тонова фетуса, посебно ако је фетус близу 12 недеља, они могу препоручити ултразвук, који  може открити срчану активност много раније - често већ од пет или шест недеље.
Почевши од другог тромесечја, здравствени радник ће почети да користи фетални доплер при свакој пренаталној посети труднице да провери откуцаје срца бебе. 

### Током порођаја
Поред провере током пренаталних посета лекару, откуцаји срца бебе ће се такође процењивати током порођаја. Ако трудница није под сталним надзором помоћу електронског феталног монитора,  лекар, бабица, медицинска сестра или други здравствени радник могу  све време током порођаја (континуирано) или у одређено време (са прекидима),  проверавати откуцаје срца  бебе помоћу феталног доплер монитора.
Интермитентно праћење доплером се обично ради сваких 15-30 минута током прве фазе порођаја и сваких 5-15 минута у другој фази. Особе које имају компликације у трудноћи чешће се прате.

## Употреба феталног доплер монитора код одраслих
Континуираним феталним доплер монитором од 2 MHz, сличног оном који се користи у акушерству за аускултацију откуцаја фетуса, могућа је аускултирати валвуларне покрете и проток крви у срцу одрасле особе. 
Ова техника, коју су недавно развили Mc Loughlin MJ и Mc Loughlin S, омогућава да се истраже феномени који се не могу детектовати класичном аускултацијом стетоскопом и показала је супериорну осетљивост у дијагнози болести аортног залистка и променама дијастолне релаксације леве коморе. Пошто се физичке основе Доплер аускултације разликују од оних код класичног стетоскопа, сугерисано је да се обе методе могу међусобно допуњавати, и тиме побољшати дијагностички учинак кардиоваскуларног физичког прегледа.